# Sociedad Nacional de Pesquería
La Sociedad Nacional de Pesquería (SNP) es una organización empresarial peruana de tipo corporativo y gremial que reúne a empresas de extracción de recursos pesqueros, acuicultura, procesamiento de congelado, conservas, harina y aceite de pescado.

## Historia
La Sociedad Nacional de Pesquería fue constituida el 5 de junio de 1952 por los miembros del Comité de Pesca de la Sociedad Nacional de Industrias.
La Primera Junta Directiva estuvo conformada por Manuel Elguera (Presidente), Arturo Madueño (Vicepresidente) y Henry Hammod de Lavalle (Director Tesorero) y los miembros del directorio: Roberto Lecca, Manuel Almenara, Carlos Otero Lora , Maurice Bord y Juan José Suelves.

## Objetivos
De acuerdo a los estatutos, la SNP tiene los siguientes objetivos:
- La defensa, fomento y promoción del desarrollo, y progreso de la actividad empresarial pesquera y acuícola en todos los campos en que se desarrolle, así como los principios del sistema de libre empresa, basados en la dignidad de la persona, la democracia representativa, el derecho a la propiedad y a sus frutos y, en general, los mecanismos propios de la economía social de mercado[2]
- La promoción del aprovechamiento sostenible de los recursos hidrobiológicos en el marco del concepto de Pesca Responsable, con especial atención a la conservación del medio ambiente y el desarrollo social
- El estudio de las condiciones de trabajo y vida de los trabajadores al servicio de las actividades pesquera y acuícola, en la búsqueda de su bienestar y seguridad, en el marco del concepto de responsabilidad social.
- Acoger y canalizar los intereses de sus asociados, asumiendo su representación ante los Poderes del Estado, Gobiernos Regionales, Gobiernos Locales, Empresas del Estado, Organismos Descentralizados Autónomos, Instituciones Públicas Descentralizadas, entre otras.
- Prestar cooperación técnica y colaboración con los Poderes del Estado y autoridades regionales y locales respecto a asuntos concernientes o relacionados con el desarrollo de la actividad empresarial pesquera y acuícola.
- Proponer ante las autoridades pertinentes las normas, medidas y reformas legales y administrativas que considere conveniente para el mejor desarrollo y provecho de las actividades pesquera y acuícola.
- Promocionar el prestigio de los productos pesqueros y acuícolas del Perú, procurando su normalización y estándares adecuados de calidad sanitaria y comercial, pudiendo brindar servicios de implementación de sistemas de gestión de la calidad.

## Miembros
La Sociedad Nacional de Pesquería reúne a:
- Empresas Acuícolas
- Armadoras
- Empresas de Comercializadoras y de Servicios
- Empresas Conserveras y Congeladoras
- Empresas de Ingredientes Marinos

## Organización
- Asamblea General de Asociados
- Consejo Directivo
- Comité Ejecutivo
- Comisión Económica
- Consejo Consultivo
- Gerencia General

## Presidentes
- Manuel Elguera McParlin (1952-1958)
- Enrique del Solar Cáceda (1958-1960)
- Arturo Madueño Gonzáles(1960-1961)
- Carlos del Río (1962-1964)
- Arturo Madueño Gonzáles (1964-1966)
- Manuel Elguera McParlin (1966-1968)
- Luis Banchero Rossi (1968-1970)[3]
- César Alvarado Olivares (1970-1973)
- César Chávez Navarro (1973-1977)
- Eduardo Muelle Maturana (1977-1980)
- Salomón Manzur Salgado (1980-1985)
- Alfredo Hohagen Fernandini (1985-1989)
- Manuel Sotomayor de Azambuja  (1989-1990)
- Arturo Madueño Corvetto (1990-1993)
- Javier Reátegui Rosselló (1993-1995)
- José Sarmiento Madueño (1995-1999)
- Juan Ribaudo de la Torre (1999-2001)
- Francisco Vega González (2001)
- Juan Ribaudo de la Torre (2001-2003)
- Raúl Sánchez Sotomayor (2003-2010)
- Humberto Speziani Cuevas (2010-2011)
- Richard Inurritegui Bazán (2011-2013)
- Elena Conterno Martinelli (2013-2019)[4]
- Cayetana Aljovín Gazzani (2019-2023)
- Eduardo Ferreyros Küppers (2023-)